# Liste des demeures de la Dordogne
Pour la liste des seuls châteaux de la Dordogne, voir Liste des châteaux de la Dordogne.
Cet article liste les demeures du département français de la Dordogne, dans la région historique du Périgord. Certaines de ces propriétés sont ouvertes au public.
Elle recense castels, chartreuses, logis seigneuriaux, maisons fortes et autres manoirs et gentilhommières.

## Liste des demeures
| Icône            | Signification    | Abréviations             | Abréviations                  | Abréviations             | Abréviations           |
| ---------------- | ---------------- | ------------------------ | ----------------------------- | ------------------------ | ---------------------- |
| Château fort     | Château fort     | = Bastide                | = Ferme fortifiée             | = Maison forte           | = (Néo-)Palladianisme  |
| Renaissance      | Renaissance      | = Château gascon         | = Folie (montpelliéraine)     | = Manoir, Gentilhommière | = Résidence épiscopale |
| Domaine viticole | Domaine viticole | = Classicisme, classique | = Forteresse, fort(ification) | = Maison (noble)         | = Style Beaux-Arts     |
| Palais           | Palais           | = Commanderie            | = Gothique (flamboyant)       | = Néo-baroque            | = Style Second Empire  |
| Ruine ou disparu | Ruine, disparu   | = Château pinardier      | = Hôtel particulier           | = Néo-classique          | = Style italianisant   |
|                  |                  | = Demeure seigneuriale   | ... = Style Louis XII...XVI   | = Néo-gothique           | = Style troubadour     |
|                  |                  | = Éclectisme             | = Logis (seigneurial)         | = Néo-Renaissance        | = Villa (de Nice)      |
| Baroque, rococo  | Baroque, rococo  | = Édifice religieux      | = Motte castrale/féodale      | = Pavillon de chasse     | = Styles du XXe siècle |

| Type                                      | Château                                      | Commune                               | Protection                                                  | Notes | Coordonnées                 | Illustration |
| ----------------------------------------- | -------------------------------------------- | ------------------------------------- | ----------------------------------------------------------- | --- | --------------------------- | ------------ |
|                                           | Manoir des Ages                              | Monsec                                |                                                             | XVIIe et XVIIIe siècles |                             |              |
|                                           | Manoir de l'Air                              | La Chapelle-Aubareil                  |                                                             | XVIIIe siècle |                             |              |
|                                           | Manoir des Alloix                            | Vaunac                                |                                                             | XVIIe et XVIIe siècles |                             |              |
|                                           | Manoir des Angles                            | Queyssac                              |                                                             | XIXe siècle |                             |              |
| Manoir, gentilhommière                    | Manoir de l'Aubespin                         | Monsaguel                             | Inscrit MH (2009) · Notice no PA24000073                    | XVe et XVIIe siècles | 44° 44′ 09″ N, 0° 33′ 43″ E |              |
|                                           | Manoir d'Ayguevive                           | Saint-Vincent-de-Cosse                |                                                             | XVIIIe siècle |                             |              |
|                                           | Manoir la Balénie                            | Valojoulx                             |                                                             | XVIIe siècle XVIIIe siècle |                             |              |
|                                           | Manoir de Barreyroux                         | Boulazac                              |                                                             | XVe siècle XVIe siècle XVIIIe siècle |                             |              |
|                                           | Manoir de la Barrière                        | Trémolat                              |                                                             | XIIIe siècle |                             |              |
|                                           | Manoir de Bassac                             | Granges-d'Ans                         |                                                             | XVIIIe siècle |                             |              |
|                                           | Manoir de Baste                              | Capdrot                               |                                                             | XVIIe siècle XVIIIe siècle |                             |              |
|                                           | Manoir de la Bastide                         | Saint-Priest-les-Fougères             |                                                             | |                             |              |
|                                           | Manoir la Baume                              | Bouniagues                            |                                                             | |                             |              |
|                                           | Manoir des Beaudis                           | Mauzac-et-Grand-Castang               |                                                             | XVIIe siècle, rebâti au XIXe siècle |                             |              |
|                                           | Manoir de Beaufort                           | Saint-Front-de-Pradoux                |                                                             | XVIIe siècle XIXe siècle |                             |              |
|                                           | Maison de Beaumont                           | Saint-Cyprien                         |                                                             | XVIIIe siècle |                             |              |
| Manoir, gentilhommière                    | Manoir de Beauregard                         | Beauregard-et-Bassac                  |                                                             | | 44° 59′ 13″ N, 0° 38′ 27″ E |              |
|                                           | Manoir de la Beauvière                       | Ribérac                               |                                                             | XIVe et XIXe siècles |                             |              |
| Manoir, gentilhommière                    | Manoir de la Beaureille                      | Saint-Georges-de-Montclard            | Inscrit MH (1978) · Notice no PA00082840                    | XVIe siècle |                             |              |
|                                           | Manoir de Belair                             | Fougueyrolles                         |                                                             | XIXe siècle |                             |              |
|                                           | Manoir de Belet                              | Grignols                              |                                                             | (restes du). Ce château est à l'état de ruines |                             |              |
|                                           | Manoir de Bellerive                          | Le Buisson-de-Cadouin                 |                                                             | |                             |              |
|                                           | Manoir de Belsis                             | Sainte-Eulalie-d'Ans                  |                                                             | XVIIIe siècle XIXe siècle |                             |              |
|                                           | Manoir de la Bernerie                        | Cercles                               |                                                             | XVIe siècle |                             |              |
|                                           | Manoir de La Bertinie                        | Montagnac-la-Crempse                  |                                                             | en partie XVe siècle XVIIe siècle |                             |              |
|                                           | Manoir de Bessou                             | Cladech                               |                                                             | XVIIe siècle |                             |              |
|                                           | Manoir de la Beylie                          | Saint-Jean-d'Estissac                 |                                                             | XVe siècle. Possède un souterrain-refuge |                             |              |
|                                           | Manoir de Biran                              | Mouleydier                            |                                                             | XVIIe siècle |                             |              |
| Domaine viticole                          | Manoir la Birondie                           | Pomport                               |                                                             | domaine viticole |                             |              |
|                                           | Manoir de Boisset                            | Saint-Aquilin                         |                                                             | Ancien prieuré |                             |              |
|                                           | Manoir de Bonneval                           | Fossemagne                            |                                                             | XVIIe siècle |                             |              |
|                                           | Manoir de la Borie                           | Cubjac                                |                                                             | XVIIIe siècle |                             |              |
|                                           | Manoir de la Borie                           | Sainte-Croix-de-Mareuil               |                                                             | XVIIIe siècle |                             |              |
|                                           | Manoir de la Borie-Fricart                   | Sencenac-Puy-de-Fourches              |                                                             | XVIe siècle |                             |              |
|                                           | Manoir de Bosredon                           | Monplaisant                           |                                                             | XVIe siècle |                             |              |
|                                           | Manoir le Bost                               | Thiviers                              |                                                             | XVIIIe siècle XIXe siècle |                             |              |
|                                           | Manoir de Bouch                              | Coly                                  |                                                             | XVIe siècle XIXe siècle |                             |              |
|                                           | Castel de Bouilhen                           | Montagnac-d'Auberoche                 |                                                             | XIXe siècle |                             |              |
|                                           | Manoir du Boulou                             | Creyssac                              |                                                             | du XIXe siècle |                             |              |
| Édifice religieux                         | Chartreuse des Bourbous                      | Creyssensac-et-Pissot                 |                                                             | |                             |              |
|                                           | Manoir de Bourzac                            | Nanteuil-Auriac-de-Bourzac            |                                                             | XVe siècle |                             |              |
|                                           | Manoir les Bretoux                           | Coux-et-Bigaroque                     |                                                             | XIXe siècle. Demeure privée, appelée château des Bretoux sur le site de Saint-Cyprien (Dordogne)                                                                                           |                             |              |
| Édifice religieux                         | Chartreuse du Breuil                         | Grives                                |                                                             | XVIIIe siècle |                             |              |
|                                           | Manoir du Breuil                             | Verteillac                            |                                                             | XVIIe siècle |                             |              |
| Édifice religieux · Ruine ou disparu      | Chartreuse de la Brie                        | Monbazillac                           |                                                             | XVIIIe siècle. Ce château est à l'état de ruines |                             |              |
|                                           | Manoir de Brochard                           | Saint-Front-d'Alemps                  |                                                             | XVIIe siècle XVIIIe siècle |                             |              |
|                                           | Manoir de Brognac                            | Teyjat                                |                                                             | XVIIe siècle XVIIIe siècle |                             |              |
|                                           | Manoir de Brouillaud                         | Saint-Astier                          |                                                             | |                             |              |
|                                           | Manoir de la Brugère                         | Montagnac-la-Crempse                  |                                                             | XVIe siècle-XVIIe siècle. demeure privée, Possède une tour de défense du XIIe siècle-XIIIe siècle reconstruite et transformée en chapelle                                                  |                             |              |
|                                           | Manoir de Burée                              | Bertric-Burée                         |                                                             | XVIIe siècle |                             |              |
|                                           | Manoir de Cablans                            | Monestier                             |                                                             | XVIIIe siècle |                             |              |
|                                           | Manoir de Cadelech                           | Saint-Aubin-de-Cadelech               |                                                             | XVIIe siècle |                             |              |
| Domaine viticole                          | Manoir de Caillevel                          | Pomport                               |                                                             | domaine viticole |                             |              |
|                                           | Manoir de la Calonie                         | Cercles                               |                                                             | XIIIe siècle |                             |              |
|                                           | Manoir de Cantegrel                          | Carves                                |                                                             | XVIIIe siècle |                             |              |
|                                           | Manoir de Cantelaube                         | Saint-Laurent-des-Bâtons              |                                                             | XVIIIe siècle |                             |              |
|                                           | Gentilhommière de Carlou                     | Saint-Amand-de-Belvès                 |                                                             | XVIIe siècle |                             |              |
|                                           | Manoir la Carrière                           | Coux-et-Bigaroque                     |                                                             | XVIIe siècle |                             |              |
|                                           | Manoir de Castel-Merle                       | Capdrot                               |                                                             | XVIIe siècle XVIIIe siècle |                             |              |
|                                           | Manoir du Cauze                              | Saint-Aubin-de-Cadelech               |                                                             | XVIe siècle |                             |              |
|                                           | Manoir de Cazal                              | Trémolat                              |                                                             | XVIIe siècle |                             |              |
| Ruine ou disparu                          | Manoir de Cazelet                            | Mouzens                               |                                                             | XVe siècle XVIIe siècle. Ce château est à l'état de ruines |                             |              |
|                                           | Maison noble Les Cazes                       | Saint-Martial-de-Valette              |                                                             | XVIIe siècle |                             |              |
|                                           | Manoir la Chabrerie                          | Château-l'Évêque                      |                                                             | XVIIIe siècle |                             |              |
|                                           | Manoir de Chaigneau                          | Monestier                             |                                                             | XVIIIe siècle |                             |              |
|                                           | Manoir du Chambon                            | Marsac-sur-l'Isle                     |                                                             | XIXe siècle |                             |              |
|                                           | Manoir de Champs-Romain                      | Champs-Romain                         |                                                             | XVIe siècle XVIIIe siècle |                             |              |
|                                           | Manoir de Chancenie                          | Montrem                               |                                                             | XVIIIe siècle XIXe siècle |                             |              |
| Maison forte                              | Manoir des Charreaux                         | Saint-Médard-d'Excideuil              | Inscrit MH (1948) · Notice no PA00082875                    | |                             |              |
|                                           | Manoir du Chatelard                          | Teyjat                                |                                                             | XVIIe siècle XVIIIe siècle |                             |              |
|                                           | Manoir du Chatenet                           | Brantôme                              |                                                             | XVIIe siècle |                             |              |
|                                           | Manoir de Châtillon                          | Verteillac                            |                                                             | XVIIe siècle |                             |              |
|                                           | Manoir de Chavantou                          | Manzac-sur-Vern                       |                                                             | XVIIe siècle |                             |              |
|                                           | Manoir de Chavaroche                         | Vieux-Mareuil                         |                                                             | XVe siècle XVIIe siècle |                             |              |
|                                           | Manoir du Cheyron                            | Sarliac-sur-l'Isle                    |                                                             | XVIe siècle |                             |              |
|                                           | Manoir le Chicaud                            | Saint-Rabier                          |                                                             | XVIIe siècle |                             |              |
| Édifice religieux                         | Chartreuse de Cinq-Ponts                     | Neuvic                                |                                                             | XVIIe siècle |                             |              |
|                                           | Manoir de Cladech                            | Cladech                               |                                                             | XVIIe siècle |                             |              |
|                                           | Manoir du Clauzel                            | Saint-Cirq                            |                                                             | XVIIe siècle |                             |              |
|                                           | Manoir la Claussade                          | Capdrot                               |                                                             | XVIIe siècle XVIIIe siècle |                             |              |
| Manoir, gentilhommière                    | Manoir du Cluzeau                            | Proissans                             | Inscrit MH (1970) · Notice no PA00082776                    | XVIe siècle |                             |              |
|                                           | Manoir du Cluzeau                            | Sigoulès                              |                                                             | XVIIIe siècle |                             |              |
|                                           | Manoir de la Combe                           | Sarrazac                              |                                                             | XVIIe siècle |                             |              |
|                                           | Manoir de Congerie                           | Mialet                                |                                                             | XVIIIe siècle |                             |              |
|                                           | Manoir les Constancies                       | Coux-et-Bigaroque                     |                                                             | XVIIe siècle |                             |              |
|                                           | Manoir de Conti                              | Saint-Germain-de-Belvès               |                                                             | XVIIIe siècle |                             |              |
|                                           | Manoir de Corail                             | Queyssac                              |                                                             | XIXe siècle |                             |              |
|                                           | Manoir de Coraille                           | Lembras                               |                                                             | XIXe siècle |                             |              |
|                                           | Manoir de la Côte                            | Beaussac                              |                                                             | |                             |              |
| Édifice religieux                         | Chartreuse de la Côte                        | Saint-Geyrac                          |                                                             | XVIIIe siècle |                             |              |
|                                           | Manoir de La Cotencie                        | Saint-Crépin-de-Richemont             |                                                             | XVIIe siècle |                             |              |
|                                           | Gentilhommière de Coubjours                  | Coubjours                             |                                                             | XVIIIe siècle |                             |              |
|                                           | Manoir de Coullarède                         | Château-l'Évêque                      |                                                             | XVIIIe siècle |                             |              |
|                                           | Manoir de Coulouneys                         | Beaussac                              |                                                             | |                             |              |
|                                           | Manoir de Coupiat                            | Firbeix                               |                                                             | XVIIe siècle XVIIIe siècle |                             |              |
|                                           | Manoir de Couret                             | Verteillac                            |                                                             | XVIIIe siècle XIXe siècle |                             |              |
|                                           | Gentilhommière de La Coustète                | Saint-Georges-de-Montclard            |                                                             | XVIIIe siècle |                             |              |
|                                           | Manoir du Cros                               | Saint-Antoine-d'Auberoche             |                                                             | XVIIe siècle XIXe siècle |                             |              |
|                                           | Manoir de Cubjac                             | Cubjac                                |                                                             | XVe siècle. Actuellement colonie de vacances |                             |              |
| Logis · Édifice religieux                 | Logis abbatial de Dalon                      | Sainte-Trie                           | Inscrit MH (1948) · Notice no PA00082905                    | (ancien), XIVe siècle XVIIe siècle, Actuellement une habitation |                             |              |
|                                           | Manoir le Denoist                            | Montcaret                             |                                                             | XVIe siècle XVIIe siècle |                             |              |
|                                           | Manoir le Denoist                            | Vélines                               |                                                             | XVIIe siècle |                             |              |
|                                           | Manoir le Désert                             | Le Pizou                              |                                                             | XVIIIe siècle |                             |              |
|                                           | Manoir de la Devise                          | Eygurande-et-Gardedeuil               |                                                             | XVIIe siècle |                             |              |
|                                           | Manoir de Dieudet                            | Doissat                               |                                                             | XVIIe siècle |                             |              |
|                                           | Manoir de Dives                              | Manzac-sur-Vern                       |                                                             | XVIIe siècle |                             |              |
|                                           | Manoir de Doumarias                          | Saint-Pierre-de-Côle                  |                                                             | XVIIe siècle |                             |              |
|                                           | Manoir de la Doyardie                        | Sarrazac                              |                                                             | XVIIe siècle |                             |              |
|                                           | Manoir de la Dulgarie                        | Sarliac-sur-l'Isle                    |                                                             | XVIIIe siècle |                             |              |
|                                           | Manoir des Ecuyers                           | Cherval                               |                                                             | XVIIIe siècle |                             |              |
|                                           | Manoir d'Entraygues                          | Saint-Léon-d'Issigeac                 |                                                             | XIXe siècle |                             |              |
|                                           | Manoir d'Etouars                             | Étouars                               |                                                             | en partie XVe siècle |                             |              |
|                                           | Manoir d'Excideuil                           | Saint-Astier                          |                                                             | |                             |              |
|                                           | Manoir d'Eybènes                             | Salignac-Eyvigues                     |                                                             | XVe siècle XVIe siècle |                             |              |
| Manoir, gentilhommière                    | Manoir d'Eyrignac (Château d'Eyrignac)       | Salignac-Eyvigues                     | Inscrit MH (2016) · Notice no PA00082911                    | XVIIe siècle XVIIIe siècle, avec ses jardins remarquables |                             |              |
|                                           | Manoir de la Farge                           | Sainte-Eulalie-d'Ans                  |                                                             | XVIIIe et XIXe siècles |                             |              |
|                                           | Manoir de la Farge                           | Tourtoirac                            |                                                             | XVIIIe et XIXe siècles |                             |              |
| Édifice religieux                         | Repaire de Fareyrou                          | Saint-Astierinscrit                   | Inscrit MH (2008) · Notice no PA24000069                    | ou Chartreuse de Fareyrou, XVIe siècle |                             |              |
|                                           | Manoir de la Fauconie                        | Campsegret                            |                                                             | XVIIIe siècle |                             |              |
|                                           | Manoir de la Fauconnie-Basse                 | Chavagnac                             |                                                             | XVe siècle |                             |              |
|                                           | Manoir de la Falessie                        | Génis                                 |                                                             | XVIIe siècle |                             |              |
|                                           | Manoir des Faures                            | Saint-Cirq                            |                                                             | XVIIIe siècle |                             |              |
|                                           | Manoir de la Faurie                          | Cubjac                                |                                                             | XVe siècle |                             |              |
|                                           | Manoir de la Faurie                          | Saint-Perdoux                         |                                                             | XVIe siècle XVIIe siècle |                             |              |
| Édifice religieux                         | Chartreuse de Fayard                         | Saint-Pierre-de-Chignac               |                                                             | XVIIe siècle |                             |              |
|                                           | Manoir de la Fayardie                        | Cornille                              |                                                             | (vestiges du) : la tour. Ce château est à l'état de ruines |                             |              |
|                                           | Manoir de La Faye                            | Manzac-sur-Vern                       |                                                             | XVIIe siècle |                             |              |
|                                           | Manoir de La Faye                            | Sainte-Orse                           |                                                             | XVIIe siècle |                             |              |
|                                           | Manoir de Fayolle                            | Sarrazac                              |                                                             | XVIIe siècle |                             |              |
| Ruine ou disparu                          | Manoir de Feletz                             | Montignac-Lascaux                     |                                                             | XVe siècle XVIIe siècle. Ce château est à l'état de ruines |                             |              |
|                                           | Manoir de Ferrant                            | Issigeac                              |                                                             | XVIIe siècle |                             |              |
|                                           | Manoir de Ferrières                          | Saint-Astier                          |                                                             | |                             |              |
|                                           | Manoir de Ferrières                          | Saint-Pierre-de-Côle                  |                                                             | XIIIe siècle XVIIIe siècle |                             |              |
|                                           | Manoir de la Feuillade                       | Cherval                               |                                                             | (ferme), enceinte du XIVe siècle |                             |              |
|                                           | Manoir de Feyte                              | Mialet                                |                                                             | XVIIe siècle |                             |              |
|                                           | Maison bourgeoise de La Filolie              | Saint-Laurent-des-Hommes              |                                                             | XVIIIe siècle |                             |              |
|                                           | Manoir de Flameyrague                        | Capdrot                               |                                                             | XVIIe siècle XVIIIe siècle |                             |              |
|                                           | Manoir de Floyrac                            | Queyssac                              |                                                             | XIXe siècle |                             |              |
|                                           | Manoir de Floyrac                            | Lembras                               |                                                             | XVIe siècle |                             |              |
|                                           | Manoir de Fonpitou                           | Saint-Martial-Viveyrol                |                                                             | XVIIIe siècle |                             |              |
|                                           | Gentilhommière des Fontenelles               | Ménesplet                             |                                                             | XVIIe siècle XVIIIe siècle |                             |              |
| Manoir, gentilhommière                    | Manoir de la Font-Haute                      | Cazoulès                              | Inscrit MH (1977) · Notice no PA00082455                    | XVIe siècle, (ou Château de la Font-Haute) |                             |              |
|                                           | Manoir de Font-Juliane                       | Saint-Julien-d'Eymet                  |                                                             | XVIIIe siècle |                             |              |
| Manoir, gentilhommière                    | Manoir de Fontvieille                        | Monbazillac                           | Inscrit MH (1948) · Notice no PA00082652                    | XVIIe siècle, |                             |              |
|                                           | Manoir de Forestier                          | Teyjat                                |                                                             | XVIIe siècle XVIIIe siècle |                             |              |
|                                           | Gentilhommière la Foucaudie                  | Champagne-et-Fontaine                 |                                                             | XVIIe siècle |                             |              |
| Édifice religieux                         | Manoir de la Fourtonnie                      | Lamonzie-Montastruc                   |                                                             | (ou chartreuse de la Fourtonnie), XVIIIe siècle |                             |              |
|                                           | Castel de Foussal                            | Plaisance                             |                                                             | XIXe siècle |                             |              |
|                                           | Manoir de Francou                            | Villefranche-du-Périgord              |                                                             | XVIIIe siècle |                             |              |
| Édifice religieux                         | Chartreuse des Fraux                         | La Bachellerie                        |                                                             | XVIIIe siècle |                             |              |
|                                           | Manoir de Fronsac                            | Vieux-Mareuil                         |                                                             | XVIIe siècle |                             |              |
|                                           | Manoir de Gabillou                           | Gabillou                              |                                                             | XIVe siècle XVIe siècle |                             |              |
|                                           | Logis seigneurial de Gageac-et-Rouillac      | Gageac-et-Rouillac                    |                                                             | XVe siècle. Dans le centre du village |                             |              |
|                                           | Manoir du chevalier de Galibert              | Fanlac                                |                                                             | XIVe siècle XVe siècle |                             |              |
|                                           | Manoir de la Garde                           | Beaussac                              |                                                             | |                             |              |
|                                           | Manoir la Gardelle                           | Grives                                |                                                             | (tours), XVIe siècle |                             |              |
|                                           | Manoir de la Gauterie                        | Mareuil                               |                                                             | XIXe siècle |                             |              |
| Manoir, gentilhommière                    | Manoir de La Gazaille                        | Carsac-Aillac                         | Inscrit MH (1956) · Notice no PA00082438                    | XVe siècle, |                             |              |
|                                           | Manoir de la Genèbre                         | Négrondes                             |                                                             | XVIe siècle XVIIIe siècle |                             |              |
|                                           | Manoir des Gérauds                           | Saint-Martin-de-Ribérac               |                                                             | XIXe siècle, demeure du scout Guy de Larigaudie |                             |              |
|                                           | Manoir de la Gilardie                        | Brouchaud                             |                                                             | XVIIe siècle XVIIIe siècle |                             |              |
| Domaine viticole                          | Manoir de la Gironie                         | Pomport                               |                                                             | domaine viticole |                             |              |
|                                           | Manoir des Gissous                           | Saint-Médard-d'Excideuil              |                                                             | |                             |              |
|                                           | Logis seigneurial de la Glaudie              | Milhac-de-Nontron                     |                                                             | XVe siècle |                             |              |
|                                           | Manoir la Gorse Sardy                        | Vélines                               |                                                             | XVIIIe siècle |                             |              |
|                                           | Manoir de la Gourdonnie                      | Eyvirat                               |                                                             | XVIIIe siècle |                             |              |
|                                           | Manoir de Goursat                            | Saint-Cybranet                        |                                                             | XVe siècle |                             |              |
|                                           | Manoir de Goursat                            | Tourtoirac                            |                                                             | XVe siècle |                             |              |
|                                           | Manoir de Goursolas                          | Firbeix                               |                                                             | XVIIe siècle XVIIIe siècle |                             |              |
|                                           | Manoir de la Grange                          | Sainte-Croix-de-Mareuil               |                                                             | XVIIIe siècle |                             |              |
|                                           | Manoir de la Grange-Neuve                    | Trémolat                              |                                                             | XVIIe siècle |                             |              |
| Édifice religieux                         | Chartreuse de Granger                        | Mensignac                             |                                                             | XVIIIe siècle |                             |              |
|                                           | Manoir de Graulet                            | Sainte-Eulalie-d'Eymet                |                                                             | XVIIe siècle |                             |              |
| Édifice religieux                         | Chartreuse de la Grêlerie                    | Saint-Geyrac                          |                                                             | XVIIIe siècle |                             |              |
| Manoir, gentilhommière                    | Manoir de Grézignac                          | Sarliac-sur-l'Isle                    | Inscrit MH (1969) · Notice no PA00082990                    | XVe siècle reconstruit au XVIe siècle et XVIIIe siècle, |                             |              |
|                                           | Manoir de Grospuy                            | Abjat-sur-Bandiat                     |                                                             | XVe siècle |                             |              |
|                                           | Manoir de la Guionie                         | Lempzours                             |                                                             | XVIIe siècle |                             |              |
|                                           | Manoir de Hautefaye                          | La Tour-Blanche-Cercles               |                                                             | XVIIe siècle |                             |              |
| Manoir, gentilhommière                    | Manoir d'Igonie                              | Saint-Sulpice-d'Excideuil             | Inscrit MH (1965) · Notice no PA00082904                    | XVe siècle XVIe siècle, |                             |              |
|                                           | Manoir de Jacqueteau                         | Thénac                                |                                                             | XVIIIe siècle |                             |              |
| Manoir, gentilhommière                    | Manoir de Jaillac                            | Sorges                                | Inscrit MH (1962) · Notice no PA00083006                    | XVe siècle XVIIe siècle |                             |              |
|                                           | Manoir de la Jalerie                         | Vanxains                              |                                                             | XVIIIe siècle |                             |              |
|                                           | Manoir de la Jonie                           | Mensignac                             |                                                             | XVIe siècle XVIIe siècle |                             |              |
|                                           | Manoir les Jonies                            | Capdrot                               |                                                             | XVIIe siècle XVIIIe siècle |                             |              |
|                                           | Manoir de la Jorie                           | Saint-Médard-d'Excideuil              |                                                             | |                             |              |
|                                           | Manoir de la Jugie                           | Eyvirat                               |                                                             | fin XIXe siècle |                             |              |
|                                           | Manoir de la Juvénie                         | Payzac                                |                                                             | XVIIe siècle XVIIIe siècle |                             |              |
|                                           | Manoir de Lafosse                            | Celles                                |                                                             | XVIIe siècle XVIIIe siècle |                             |              |
|                                           | Gentilhommière de Lafournerie                | Saint-Amand-de-Belvès                 |                                                             | XVIIIe siècle |                             |              |
|                                           | Manoir de Lamaurie                           | Thiviers                              |                                                             | XVIIIe siècle XIXe siècle |                             |              |
|                                           | Manoir des Landes                            | La Chapelle-Gonaguet                  |                                                             | XVIIe siècle |                             |              |
| Manoir, gentilhommière                    | Manoir de Langlade                           | Proissans                             | Inscrit MH (1948) · Notice no PA00082777                    | XVIIe siècle, |                             |              |
|                                           | Manoir de Langlardie                         | Soudat                                |                                                             | Bâti sous l'Empire par un maître de forge |                             |              |
|                                           | Manoir de Lascaux                            | Montignac-Lascaux                     |                                                             | XVIe siècle |                             |              |
|                                           | Manoir de Lascoups                           | Saint-Georges-de-Montclard            |                                                             | XIVe siècle XVIIe siècle |                             |              |
|                                           | Manoir de Lascoux                            | Celles                                |                                                             | parties XVIIe siècle |                             |              |
| Édifice religieux                         | Chartreuse de Laugerie                       | Mauzens-et-Miremont                   |                                                             | |                             |              |
|                                           | Manoir de La Lauvie                          | Simeyrols                             |                                                             | XVIIIe siècle |                             |              |
|                                           | Manoir de Lavalade                           | Tocane-Saint-Apre                     |                                                             | XVIIe siècle |                             |              |
|                                           | Manoir de Lavastre                           | Sarrazac                              |                                                             | XVIIe siècle |                             |              |
|                                           | Manoir de Lavernelle                         | Saint-Félix-de-Villadeix              |                                                             | XVIIe siècle |                             |              |
|                                           | Manoir la Léotardie                          | Saint-Georges-de-Montclard            |                                                             | XVe siècle |                             |              |
|                                           | Manoir de Lesparre                           | Celles                                |                                                             | XVIIe siècle XVIIIe siècle |                             |              |
|                                           | Repaire de Lespinasse                        | Issac                                 |                                                             | XVe siècle Maison forte construite par les Anglais, largement remaniée au XVIIe siècle |                             |              |
|                                           | Manoir de Lestevenie                         | Gageac-et-Rouillac                    |                                                             | XVIIIe siècle |                             |              |
|                                           | Manoir de Leteyrie                           | Monmarvès                             |                                                             | XVIe siècle |                             |              |
|                                           | Manoir de Leygonie                           | Montagnac-la-Crempse                  |                                                             | Tour du XVe siècle, XVIIe siècle XVIIIe siècle |                             |              |
|                                           | Manoir les Limagnes                          | Thiviers                              |                                                             | XVIIIe siècle XIXe siècle |                             |              |
|                                           | Repaire de Liorac                            | Liorac-sur-Louyre                     |                                                             | XVIIe siècle |                             |              |
|                                           | Manoir de Magnac                             | Milhac-de-Nontron                     |                                                             | XVIe siècle XVIIe siècle |                             |              |
|                                           | Manoir des Maillols                          | Saint-Pierre-de-Chignac               |                                                             | |                             |              |
|                                           | Manoir de Malbernat                          | Creysse                               |                                                             | XVe siècle |                             |              |
|                                           | Manoir la Malincourie                        | Champs-Romain                         |                                                             | XVIe siècle XVIIIe siècle |                             |              |
|                                           | Manoir de Malut                              | Beaussac                              |                                                             | |                             |              |
|                                           | Manoir de Malut                              | Graulges                              |                                                             | XVe siècle XVIIe siècle |                             |              |
|                                           | Manoir de la Manaurie                        | Saint-Cyprien                         |                                                             | XVIIe siècle |                             |              |
|                                           | Manoir du Marais                             | Saint-Chamassy                        |                                                             | |                             |              |
|                                           | Manoir la Marche                             | Saint-Rabier                          |                                                             | XVIe siècle XVIIe siècle |                             |              |
|                                           | Manoir du Marcousin                          | Saint-Germain-de-Belvès               |                                                             | XVIe siècle XVIIe siècle |                             |              |
|                                           | Manoir du Mas                                | Marcillac-Saint-Quentin               |                                                             | XVIe siècle XVIIe siècle |                             |              |
|                                           | Manoir du Mas de Montet                      | Petit-Bersac                          |                                                             | XIXe siècle |                             |              |
|                                           | Manoir du Mas-Poitevin                       | Saint-Vincent-de-Connezac             |                                                             | XVIe siècle XVIIe siècle |                             |              |
|                                           | Manoir de Massaud                            | Prats-de-Carlux                       |                                                             | XVIIe siècle XVIIIe siècle |                             |              |
|                                           | Manoir de Maurillac                          | Flaugeac                              |                                                             | XIXe siècle |                             |              |
|                                           | Gentilhommière de Mauzens-et-Miremont        | Mauzens-et-Miremont                   |                                                             | XVIIe siècle |                             |              |
|                                           | Manoir de Mayot                              | Payzac                                |                                                             | XVIIe siècle XVIIIe siècle |                             |              |
|                                           | Manoir de Mazeyrolles                        | Mazeyrolles                           |                                                             | XVe siècle (Fontenilles) |                             |              |
|                                           | Manoir de Maziéras                           | Bouniagues                            |                                                             | |                             |              |
|                                           | Manoir du Merle                              | Saint-Martin-de-Fressengeas           |                                                             | |                             |              |
|                                           | Manoir les Meynichoux                        | Saint-Aquilin                         |                                                             | |                             |              |
|                                           | Manoir de Meyssès                            | Sarlat-la-Canéda                      |                                                             | XVIIe siècle |                             |              |
|                                           | Manoir de Mialet                             | Mialet                                |                                                             | XVIe siècle |                             |              |
|                                           | Manoir de Milhac                             | Milhac-de-Nontron                     |                                                             | portail du XVIe siècle |                             |              |
| Édifice religieux                         | Chartreuse de la Milhale                     | Coux-et-Bigaroque                     |                                                             | XVIIIe siècle |                             |              |
|                                           | Manoir de Mitonias                           | Gout-Rossignol                        |                                                             | ou Mitounias, XVIIIe siècle |                             |              |
|                                           | Manoir de La Molle                           | Eygurande-et-Gardedeuil               |                                                             | XVIIIe siècle |                             |              |
|                                           | Manoir de La Molle                           | Saint-Barthélemy-de-Bellegarde        |                                                             | XVIIe siècle |                             |              |
|                                           | Manoir de Moncalou                           | Florimont-Gaumier                     |                                                             | (vestiges du). Ce château est à l'état de ruines |                             |              |
|                                           | Manoir de Moncé                              | Saint-Aquilin                         |                                                             | XVIIe siècle |                             |              |
|                                           | Manoir de Mondiol                            | Doissat                               |                                                             | XVIIe siècle |                             |              |
|                                           | Manoir de la Mongie                          | Saussignac                            |                                                             | XVIe siècle XVIIIe siècle |                             |              |
|                                           | Manoir Monmarvès                             | Monmarvès                             |                                                             | XVe siècle XVIIIe siècle (Cluzeau) |                             |              |
| Manoir, gentilhommière                    | Manoir de Monpeyrat                          | Bugue                                 | Inscrit MH (1976) · Notice no PA00082414                    | XIIe siècle XVe siècle, |                             |              |
|                                           | Manoir de Monsac                             | Lamonzie-Montastruc                   |                                                             | XVIIIe siècle |                             |              |
|                                           | Manoir de Montardy                           | Celles                                |                                                             | XVIIe siècle XVIIIe siècle |                             |              |
| Maison forte                              | Maison forte de Montazeau                    | Montazeau                             |                                                             | XVIe siècle XVIIe siècle |                             |              |
| Édifice religieux                         | Chartreuse de Montbrun (château de Montbrun) | Verdon                                | Inscrit MH (1948) · Notice no PA00083054                    | XVIIIe siècle |                             |              |
|                                           | Gentilhommière de La Mothe                   | Saint-Amand-de-Belvès                 |                                                             | XVIIIe siècle |                             |              |
| Ruine ou disparu                          | Manoir de La Mothe                           | Thenon                                |                                                             | XVIe siècle XVIIe siècle. Ce château est à l'état de ruines |                             |              |
|                                           | Manoir de La Mothe                           | Villac                                |                                                             | XIXe siècle |                             |              |
| Domaine viticole                          | Manoir de Montlong                           | Pomport                               |                                                             | domaine viticole |                             |              |
| Manoir, gentilhommière                    | Manoir de Nanchapt                           | La Tour-Blanche-Cercles               | Inscrit MH (1948) · Notice no PA00083024                    | également connu sous le nom de château de Roumailhac, XVIe et XVIIe siècles, |                             |              |
|                                           | Manoir de Nantheuil                          | Nantheuil                             |                                                             | XVe siècle XVIIIe siècle. Ancien prieuré |                             |              |
|                                           | Logis seigneurial de Nanthiat                | Nanthiat                              |                                                             | XVIIe siècle XVIIIe siècle |                             |              |
|                                           | Manoir de Nastringues                        | Nastringues                           |                                                             | tour du XVIe siècle |                             |              |
|                                           | Manoir la Pandoule                           | Valojoulx                             |                                                             | XVIIe siècle XVIIIe siècle |                             |              |
|                                           | Manoir le Parnet                             | Sorges                                |                                                             | XVIIe siècle XVIIIe siècle |                             |              |
|                                           | Manoir de Paty                               | Pontours                              |                                                             | XVIIIe siècle |                             |              |
|                                           | Manoir de Paugnac                            | Champs-Romain                         |                                                             | XVIe siècle XVIIIe siècle |                             |              |
|                                           | Manoir des Pautis                            | Sorges                                |                                                             | XVe siècle XVIIIe siècle |                             |              |
|                                           | Manoir de la Pauze                           | Celles                                |                                                             | XVIIe siècle XVIIIe siècle |                             |              |
|                                           | Manoir le Pavillon                           | Sorges                                |                                                             | XVIIe siècle |                             |              |
|                                           | Manoir de Pazayac                            | Pazayac                               |                                                             | XVIIe siècle XVIIIe siècle, près de l'église |                             |              |
|                                           | Manoir de Péchalves                          | Gaugeac                               |                                                             | en partie XVIe siècle |                             |              |
|                                           | Manoir de Pech de Laval                      | Saint-Cyprien                         |                                                             | XVIe siècle XVIIe siècle |                             |              |
|                                           | Manoir de Pechegut                           | Capdrot                               |                                                             | XVIIe siècle XVIIIe siècle |                             |              |
|                                           | Manoir de Pechmège                           | Sainte-Foy-de-Belvès                  |                                                             | ou de Péméjot, XVIIe siècle XVIIIe siècle |                             |              |
|                                           | Manoir de La Pécoulie                        | Saint-Mayme-de-Péreyrol               |                                                             | XVIe siècle XVIIe siècle |                             |              |
|                                           | Manoir le Périer                             | Lembras                               |                                                             | XVIIIe siècle |                             |              |
|                                           | Manoir de Petit-Puy                          | Saint-Astier                          |                                                             | |                             |              |
|                                           | Gentilhommière de La Peyre                   | Augignac                              |                                                             | |                             |              |
|                                           | Manoir de la Peyre                           | Villac                                |                                                             | XIXe siècle |                             |              |
|                                           | Manoir de Peyrelevade                        | Saint-Cernin-de-Labarde               |                                                             | XVIe siècle XVIIe siècle |                             |              |
| Édifice religieux                         | Chartreuse de Peyroudière                    | Monbazillac                           |                                                             | |                             |              |
|                                           | Manoir de la Peytelie                        | Savignac-les-Églises                  |                                                             | XVIIIe siècle |                             |              |
|                                           | Manoir de Piqueterre                         | Fougueyrolles                         |                                                             | XIXe siècle |                             |              |
|                                           | Castel de Pierres-Penot                      | Plaisance                             |                                                             | XVIIIe siècle |                             |              |
|                                           | Manoir de Pissepetit                         | Thénac                                |                                                             | XVIIIe siècle |                             |              |
|                                           | Manoir de Le Pizou                           | Le Pizou                              |                                                             | XVIIe siècle |                             |              |
|                                           | Manoir de la Placelle                        | Trémolat                              |                                                             | XVIe siècle XVIIIe siècle |                             |              |
|                                           | Manoir de Plaisance                          | Fonroque                              |                                                             | XVIIe siècle |                             |              |
|                                           | Manoir de Plaisance                          | Lanouaille                            |                                                             | XIXe siècle. Ancienne ferme expérimentale du maréchal de France Thomas Robert Bugeaud |                             |              |
|                                           | Manoir de Pleyssade                          | Mescoules                             |                                                             | XVIIe siècle |                             |              |
|                                           | Manoir de la Pomarède                        | Coux-et-Bigaroque                     |                                                             | XVe siècle |                             |              |
|                                           | Manoir de Pommier                            | Parcoul                               |                                                             | XVIIIe siècle |                             |              |
|                                           | Manoir de la Ponsie                          | Saint-Jean-d'Estissac                 |                                                             | Lieu de naissance de Jean-Baptiste-Augustin de Salignac-Fénelon, abbé de Fénelon, neveu de Fénelon et aumônier de Marie Leszczynska femme de Louis XV. Ce château est de style Renaissance |                             |              |
|                                           | Castel des Poujols                           | Villamblard                           |                                                             | XIXe siècle |                             |              |
|                                           | Manoir la Pourcale                           | Lembras                               |                                                             | XVIIIe siècle |                             |              |
|                                           | Castel la Pouyade                            | Cherval                               |                                                             | XVIIIe siècle |                             |              |
| Édifice religieux                         | Manoir de Pradelle                           | Sainte-Alvère                         |                                                             | (chartreuse), XVe siècle XVIe siècle XVIIIe siècle |                             |              |
|                                           | Manoir la Prandie                            | Valojoulx                             |                                                             | XVIIe siècle |                             |              |
|                                           | Manoir de Preyssac                           | Château-l'Évêque                      |                                                             | XVe siècle XVIe siècle XVIIIe siècle |                             |              |
|                                           | Manoir de Preyssac                           | Thenon                                |                                                             | XVIIIe siècle |                             |              |
|                                           | Manoir du Prézat                             | Paussac-et-Saint-Vivien               |                                                             | |                             |              |
|                                           | Manoir du Puy                                | Eyliac                                |                                                             | XVIIIe siècle |                             |              |
|                                           | Maison noble de Puyfaiteau                   | Saint-Martial-de-Valette              |                                                             | XIXe siècle |                             |              |
|                                           | Manoir de Puyberaud                          | Saint-Front-sur-Nizonne               |                                                             | XVIIe siècle |                             |              |
|                                           | Manoir de Puy-de-Rège                        | Pezuls                                |                                                             | XVIIe siècle |                             |              |
| Édifice religieux                         | Chartreuse de Puydorat                       | Campsegret                            |                                                             | XVIIe siècle |                             |              |
|                                           | Manoir la Querrerie                          | Valojoulx                             |                                                             | XVIIe siècle |                             |              |
|                                           | Manoir de la Queyzie                         | Saint-Chamassy                        |                                                             | |                             |              |
|                                           | Manoir des Reclauds                          | Saussignac                            |                                                             | XVIe siècle XVIIIe siècle |                             |              |
| Maison forte                              | Maison forte troglodytique de Reignac        | Tursac                                | Inscrit MH (1964) · Notice no PA00083042                    | XVIe siècle . Centre de fouilles préhistoriques pour le musée de Bordeaux |                             |              |
|                                           | Manoir de la Renaudias                       | Salagnac                              |                                                             | XVIIe siècle |                             |              |
|                                           | Manoir de la Renaudie                        | Saint-Vivien                          |                                                             | XVe siècle |                             |              |
|                                           | Manoir du Repaire                            | Eyvirat                               |                                                             | XVIIe siècle |                             |              |
| Manoir, gentilhommière                    | Manoir du Repaire                            | Saint-Front-sur-Nizonne               | Inscrit MH (1999) · Notice no PA24000025                    | |                             |              |
|                                           | Manoir de la Reynerie                        | Nanteuil-Auriac-de-Bourzac            |                                                             | XVIe siècle |                             |              |
|                                           | Manoir de la Richardie                       | Bouteilles-Saint-Sébastien            |                                                             | XVIIe siècle |                             |              |
|                                           | Manoir de La Rigale                          | Villetoureix                          |                                                             | XVIIe siècle XVIIIe siècle |                             |              |
|                                           | Gentilhommière de La Rigaudie                | Saint-Hilaire-d'Estissac              |                                                             | XVIIe siècle XVIIIe siècle |                             |              |
|                                           | Manoir des Rivières                          | Château-l'Évêque                      |                                                             | XVe siècle XVIIIe siècle |                             |              |
| Ruine ou disparu                          | Manoir des Rivières                          | Saint-Pierre-de-Chignac               |                                                             | |                             |              |
|                                           | Manoir du Roc                                | Trémolat                              |                                                             | XVIIe siècle XVIIIe siècle |                             |              |
|                                           | Manoir le Roc                                | Saint-Rabier                          |                                                             | XVIe siècle XVIIe siècle |                             |              |
|                                           | Manoir de la Roche                           | Saint-Martin-l'Astier                 |                                                             | XIXe siècle |                             |              |
|                                           | Manoir de Rochecourbe                        | Vézac                                 |                                                             | XVIe siècle XVIIIe siècle |                             |              |
|                                           | Manoir de la Rolandie                        | Sainte-Marie-de-Chignac               |                                                             | XVIIIe siècle |                             |              |
|                                           | Manoir de la Roquette-Haute                  | Eyliac                                |                                                             | XVIIe siècle |                             |              |
| Manoir, gentilhommière                    | Manoir de Roucaudou                          | Manaurie                              | Inscrit MH (1974) · Notice no PA00082626                    | XVe siècle, XVIe siècle |                             |              |
|                                           | Manoir de La Rousselière                     | Rudeau-Ladosse                        |                                                             | XVIIe siècle. Devenu un centre de rééducation |                             |              |
|                                           | Manoir de Sadillac                           | Sadillac                              |                                                             | XVIe siècle XVIIe siècle |                             |              |
|                                           | Gentilhommière de Sainte-Marie               | Montagnac-la-Crempse                  |                                                             | XVIe siècle XVIIIe siècle |                             |              |
|                                           | Manoir de Saint-Chamassy                     | Saint-Chamassy                        |                                                             | XVe siècle |                             |              |
|                                           | Manoir de Saint-Crépin                       | Saint-Crépin-d'Auberoche              |                                                             | XVIIe siècle XVIIIe siècle |                             |              |
|                                           | Manoir de Saint-Germain                      | Saint-Germain-des-Prés (Dordogne)     |                                                             | XVIe siècle XIXe siècle |                             |              |
|                                           | Gentilhommière de Saint-Jean-d'Estissac      | Saint-Jean-d'Estissac                 |                                                             | XVIIe siècle. Au dos de l'église |                             |              |
|                                           | Manoir de Saint-Just                         | Brouchaud                             |                                                             | XVIIe siècle XVIIIe siècle |                             |              |
|                                           | Manoir de Saint-Laurent-sur-Manoire          | Saint-Laurent-sur-Manoire             |                                                             | XVIIe siècle. Devenu mairie et musée |                             |              |
|                                           | Maison noble de Saint-Martin                 | Saint-Martial-de-Valette              |                                                             | XIXe siècle |                             |              |
|                                           | Manoir de Saint-Meyme                        | Mauzac-et-Grand-Castang               |                                                             | XVIIe siècle |                             |              |
|                                           | Manoir de Saint-Michel                       | Saint-Michel-de-Double                |                                                             | XVIIe siècle XVIIIe siècle |                             |              |
|                                           | Manoir de Saint-Perdoux                      | Saint-Perdoux                         |                                                             | XVIIe siècle XVIIIe siècle |                             |              |
|                                           | Manoir de Saint-Pierre                       | Saint-Germain-des-Prés                |                                                             | XVIIIe siècle. Actuellement colonie de vacances |                             |              |
|                                           | Manoir de Saint-Sulpice                      | Saint-Sulpice-de-Roumagnac            |                                                             | XVIe siècle XVIIe siècle |                             |              |
|                                           | Manoir de Saint-Vincent-le-Paluel            | Saint-Vincent-le-Paluel               |                                                             | XVe siècle. Dans le bourg |                             |              |
|                                           | Manoir de Sainte-Croix                       | Monestier                             |                                                             | XVIe siècle XVIIe siècle |                             |              |
|                                           | Manoir de Sainte-Croix                       | Sainte-Croix-de-Mareuil               |                                                             | XVIIe siècle. Près de l'église |                             |              |
|                                           | Manoir de Saintongers                        | Saint-Cernin-de-Labarde               |                                                             | XIXe siècle |                             |              |
|                                           | Manoir de Salibourne                         | Coux-et-Bigaroque                     |                                                             | XVIIIe siècle |                             |              |
|                                           | Gentilhommière de la Salle                   | Lempzours                             |                                                             | XVIIe siècle |                             |              |
| Manoir, gentilhommière                    | Manoir de la Salle                           | Saint-Léon-sur-Vézère                 | Inscrit MH (1941) · Classé MH (1957) · Notice no PA00082864 | donjon XVe siècle, |                             |              |
|                                           | Manoir de Sarliac                            | Sarliac-sur-l'Isle                    |                                                             | |                             |              |
| Manoir, gentilhommière                    | Manoir de Sautet                             | Molières                              | Inscrit MH (1972) · Notice no PA00082650                    | ou manoir du Sautet, XVIIIe siècle, |                             |              |
| Manoir, gentilhommière · Ruine ou disparu | Manoir de Sergeac                            | Sergeac                               | Inscrit MH (1964) · Notice no PA00083002                    | XIIIe siècle XIVe siècle. Ancienne commanderie de templiers. Ce château est à l'état de ruines                                                                                             |                             |              |
|                                           | Manoir de Servanches                         | Servanches                            |                                                             | XVIIe siècle XVIIIe siècle |                             |              |
|                                           | Manoir de Seyliac                            | Montagnac-d'Auberoche                 |                                                             | |                             |              |
|                                           | Manoir de La Sicardie                        | Cendrieux                             |                                                             | XVIIIe siècle |                             |              |
|                                           | Manoir de Signac                             | Grives                                |                                                             | XVIIe siècle |                             |              |
|                                           | Manoir de Sireygeol                          | Saint-Germain-et-Mons                 |                                                             | XVIIIe siècle XIXe siècle |                             |              |
|                                           | Manoir Sous-le-Roc                           | Couze-et-Saint-Front                  |                                                             | (moulin) |                             |              |
|                                           | Manoir de la Sudrie                          | Bourrou                               |                                                             | XVIIIe siècle |                             |              |
|                                           | Manoir le Suquet                             | Coux-et-Bigaroque                     |                                                             | XIXe siècle |                             |              |
|                                           | Maison noble de Talevaud                     | Saint-Martial-de-Valette              |                                                             | XVIIIe siècle XIXe siècle |                             |              |
|                                           | Manoir de Taraveau                           | Milhac-de-Nontron                     |                                                             | XVIIe siècle |                             |              |
|                                           | Manoir de Thénac                             | Thénac                                |                                                             | XVIIIe siècle |                             |              |
|                                           | Manoir de la Tour                            | Monestier                             |                                                             | XVIIIe siècle |                             |              |
| Manoir, gentilhommière                    | Manoir de la Tour                            | Sainte-Nathalène                      | Inscrit MH (1952) · Notice no PA00082880                    | XVIe siècle, Le troubadour Guillaume de La Tour aurait vécu au XIIIe siècle dans ce manoir                                                                                                 |                             |              |
|                                           | Manoir de la Tour                            | Serres-et-Montguyard                  |                                                             | XVIIIe siècle |                             |              |
| Édifice religieux                         | Chartreuse du Touron                         | Monbazillac                           |                                                             | XVIIIe siècle |                             |              |
|                                           | Manoir de Trélissac                          | Trélissac                             |                                                             | XVe siècle |                             |              |
|                                           | Manoir de Trouillol                          | Siorac-en-Périgord                    |                                                             | XVIIe siècle |                             |              |
|                                           | Castel de Tranchard                          | Cherval                               |                                                             | XVIIIe siècle |                             |              |
| Édifice religieux                         | Chartreuse de Vauclaire                      | Montpon-Ménestérol                    |                                                             | (ancienne), parties XVIIe siècle. Actuellement hôpital psychiatrique |                             |              |
|                                           | Manoir de Vaux                               | Dussac                                |                                                             | XVIIIe siècle |                             |              |
| Manoir, gentilhommière                    | Manoir des Vayssières                        | Vitrac                                | Inscrit MH (1970) · Notice no PA00083072                    | XVe siècle XVIIIe siècle, |                             |              |
|                                           | Manoir de la Vergne                          | Petit-Bersac                          |                                                             | XVIIIe siècle |                             |              |
|                                           | Manoir de la Vergne                          | Saint-Sulpice-de-Roumagnac            |                                                             | XVIIIe siècle |                             |              |
|                                           | Manoir de la Vermondie                       | Saint-Léon-sur-Vézère                 |                                                             | XVe siècle. À proximité de la Tour penchée de La Vermondie |                             |              |
|                                           | Manoir de Vergt                              | Vergt                                 |                                                             | |                             |              |
|                                           | Manoir de Verliac                            | Saint-Chamassy                        |                                                             | |                             |              |
|                                           | Manoir de Verzinas                           | Vaunac                                |                                                             | XVIIe siècle |                             |              |
|                                           | Manoir de Vétissons                          | Petit-Bersac                          |                                                             | XVIIIe siècle |                             |              |
|                                           | Manoir de Veyssière                          | Prats-de-Carlux                       |                                                             | XVe siècle XVIIe siècle |                             |              |
|                                           | Manoir de Véziat                             | Monplaisant                           |                                                             | XVIIe siècle |                             |              |
|                                           | Manoir la Vidalie                            | Bouniagues                            |                                                             | |                             |              |
|                                           | Manoir de Vigier                             | Monestier                             |                                                             | XVIe siècle. Actuellement un hôtel-restaurant |                             |              |
|                                           | Manoir de Villac                             | Villac                                |                                                             | XVe siècle |                             |              |
|                                           | Manoir de Villedebost                        | Javerlhac-et-la-Chapelle-Saint-Robert |                                                             | XVIIe siècle |                             |              |
|                                           | Manoir la Villiade                           | Thiviers                              |                                                             | XVIIIe siècle XIXe siècle |                             |              |